# 村山實
村山 實（むらやま みのる、1940年12月24日 - 2024年2月13日）は、日本の武術家。実心館合氣道の創始者。

## 経歴
1940年（昭和15年）12月24日、東京・深川生まれ。家庭の事情により戸籍上は1941年（昭和16年）3月7日生まれ。
心身統一合気道の他、戸山流創始者中村泰三郎の抜刀道や鹿島新当流といった居合道を修めた後、1981年（昭和56年）1月、それまでのサラリーマン生活を捨てて、神奈川県横浜市港南区港南台に「実心館道場」（現在の実心館本部道場）を開きこの道一筋に生きる決意をする。
2024年（令和6年）2月13日、82歳にて永眠。